# Daniël Omer De Kesel
Daniël Omer De Kesel, beter bekend als Nonkel Fons (Adegem, 19 januari 1912 - Averbode, 14 juni 1996), was norbertijn, uitgever en schrijver van jeugdboeken bij de Uitgeverij Averbode (Altiora - De Goede Pers) van de abdij van Averbode (Scherpenheuvel-Zichem) in de provincie Vlaams-Brabant. Hij trad binnen bij de paters in Averbode in 1930 en werd priester gewijd in 1936.
Ongeveer 40 jaar drukte Nonkel Fons zijn stempel op deze uitgeverij die in 1919 gestart was met de uitgave van het tijdschrift Zonneland.

## Weekbladen
Bekend waren de wekelijkse uitgaven van de tijdschriftjes Zonneland en Zonnekind, die verspreid werden binnen het katholiek onderwijs in Vlaanderen. De thema's binnen de blaadjes leunden nauw aan met de programma's van de scholen. Nonkel Fons had ook een wekelijkse column in deze magazines. 
Daarnaast waren op vaste tijdstippen kerst-, vakantie- en paasnummers met allerlei kleur-, lees- en puzzelwerk. Ook het opstarten van de wekelijkse reeks Vlaamse Filmpjes vanaf 1930 was van zijn hand. Hierbij kon hij op de medewerking rekenen van bekende schrijvers zoals John Flanders.
Nonkel Fons was een neef van de bisschoppen Leo De Kesel en Jozef De Kesel, eveneens afkomstig uit Adegem.